# 미겔 (가수)
미겔(스페인어: Miguel, 본명 Miguel Jontel Pimentel, 1985년 10월 23일 캘리포니아주, 로스앤젤레스, 샌피드로 ~ )은 미국의 R&B 가수이다.

## 디스코그래피

### 스튜디오 음반
- All I Want Is You (2010)
- Kaleidoscope Dream (2012)
- Wildheart (2015)
- War & Leisure (2017)

## 영화
- 리브 바이 나이트
- 디트로이트 (영화)
- 피어리스 (2020년 영화)